# Марчук Олександр Григорович
Олекса́ндр Григо́рович Марчу́к (5 листопада 1988, Потсдам — 2 вересня 2014, Лутугине, Луганська область) — український військовий, лейтенант, командир 3-го механізованого взводу, 5-ї роти, 30-ї окремої механізованої бригади Збройних Сил України.

## Біографія
Народився 5 листопада 1988 року в місті Потсдам, (Німеччина).
Проживав у місті Новоград-Волинський, закінчив Новоград-Волинський колегіум, потім — Новоград-Волинський промислово-економічний технікум, а згодом — Національний університет біоресурсів і природокористування України, де навчався на факультеті енергетики і автоматики.
Пройшов офіцерський вишкіл на університетській військовій кафедрі і отримав спеціальність командира взводу обслуговування і ремонту електрообладнання бронетанкової техніки.
Призваний на військову службу під час першої хвилі мобілізації в березні 2014 року.
Загинув 2 вересня 2014 року в районі Лутугиного при виконанні бойового завдання.
Вдома залишилася батьки та дружина.
4 вересня 2014 року громада міста Новоград-Волинський провела героя в останню дорогу. Поховали 25-річного бійця 30-ї ОМБр на міському кладовищі на вулиці Чехова, в секторі для почесних поховань «Алея слави».

## Нагороди і вшанування
- Орден Богдана Хмельницького III ступеня (посмертно) (31 жовтня 2014) — за особисту мужність і героїзм, виявлені у захисті державного суверенітету та територіальної цілісності України, вірність військовій присязі[1]
- 4 березня 2015 року на честь Олександра Марчука було встановлено меморіальну дошку на території Новоград-Волинського колегіуму, де він навчався[2].
- Його портрет розміщений на меморіалі «Стіна пам'яті полеглих за Україну» у Києві: секція 4, ряд 7, місце 1
- Почесний громадянин міста Звягель (посмертно)[3]
- Вшановується в меморіальному комплексі «Зала пам'яті», в щоденному ранковому церемоніалі 2 вересня[4]